# Robert Leffler
Robert Leffler (né le 9 janvier 1866 à Aschersleben et mort le 15 mars 1940 à Berlin) est un chanteur, acteur et réalisateur allemand. 

## Biographie
Robert Leffler commence sa carrière en tant que chanteur — à la voix de basse — aux opéras de Nuremberg, Meiningen, Lübeck, Riga, Moscou et Dusseldorf, ville où il a été pendant 17 ans directeur de l'opéra au théâtre municipal.
Il a joué de 1919 à 1936 dans 54 films, dont les premières adaptations au cinéma des Buddenbrook. Il a joué dans d'autres films muets aux côtés de Hans Albers. Il a également réalisé 15 films.
Son frère aîné, Hermann (de) (1864-1929) était aussi acteur.

## Filmographie partielle
Comme réalisateur
- 1918 : Der Mann im Monde
- 1919 : Im Schatten des Glücks

Comme acteur
- 1921 : La Découverte d'un secret de Friedrich Wilhelm Murnau
- 1923 : L'Expulsion de Friedrich Wilhelm Murnau
- 1925 : Le Voyou de Graham Cutts (scénario d’Alfred Hitchcock)
- 1926 : La Bonne Réputation de Pierre Marodon